# Rio Chiril (Putna)
O Rio Chiril é um rio da Romênia, afluente do Putna, localizado no distrito de Suceava.